# 瑪莎拉蒂GranTurismo
瑪莎拉蒂GranTurismo，意大利車廠瑪莎拉蒂所生產的一系列的豪華旅行車，是瑪莎拉蒂Coupé的後繼型號。第一代瑪莎拉蒂GranTurismo在2007年日內瓦車展上首次亮相。

## 外部連結
- Pininfarina pages: Maserati GranTurismo, Maserati GranCabrio
- Maserati pages: GC （页面存档备份，存于）, GCS （页面存档备份，存于）, GT （页面存档备份，存于）, GTS （页面存档备份，存于）, GTSA （页面存档备份，存于）, GT Sport （页面存档备份，存于）, GTMC （页面存档备份，存于）, GTMCS （页面存档备份，存于）, GTMCC （页面存档备份，存于）
- Maserati GranCabrio Car of the Year 2010